# Lilian Jégou
Pour les personnes ayant le même patronyme, voir Jégou.

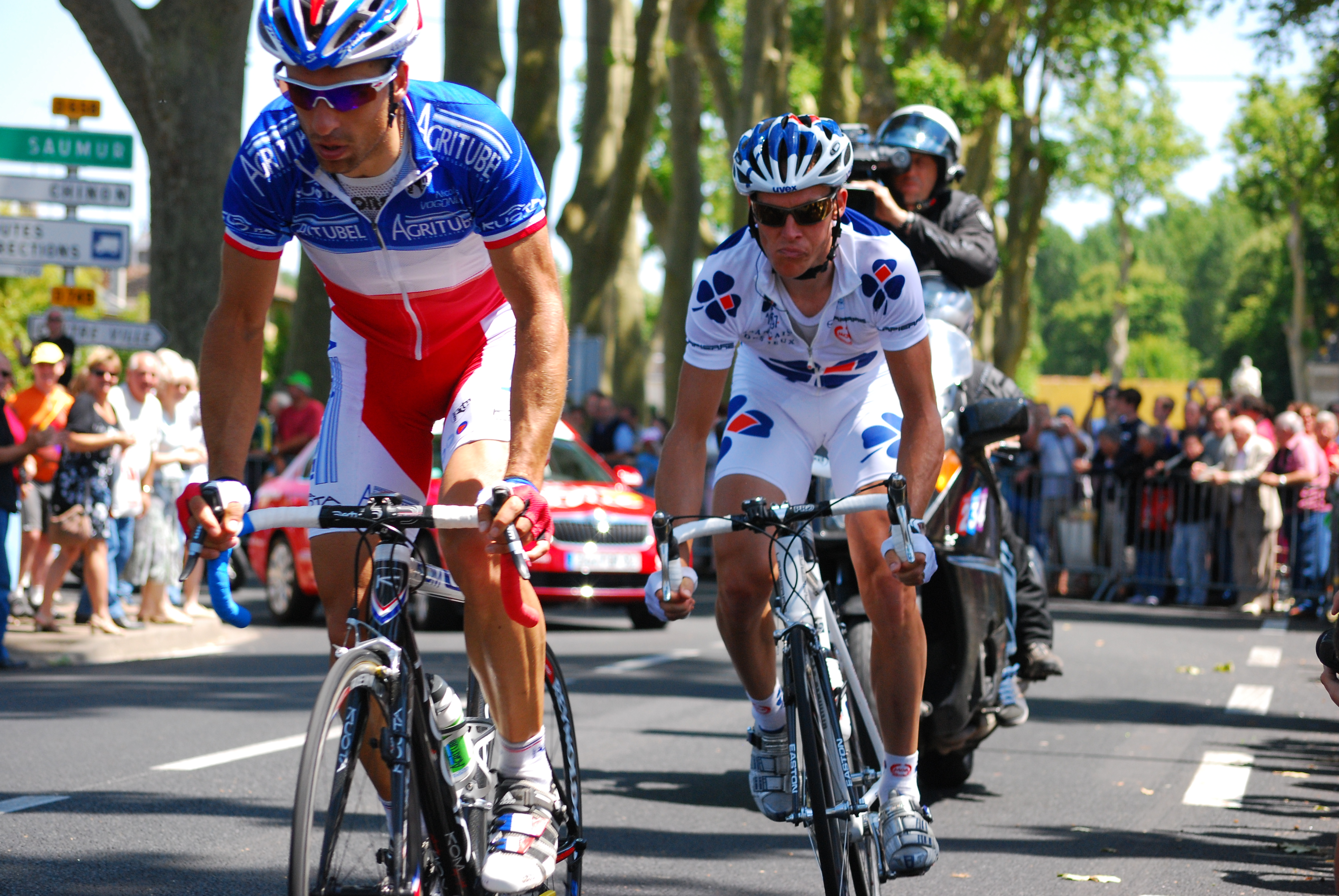
Lilian Jégou (à droite) durant le Tour de France 2008

Lilian Jégou, né le 20 janvier 1976 à Nantes, est un coureur cycliste français, professionnel entre 2003 et 2010.

## Biographie
Il fait ses débuts comme professionnel dans l'équipe Crédit agricole, puis se dirige vers l'équipe La Française des jeux en 2005, dans laquelle il remporte ses premières victoires.
En octobre 2008, il s'engage pour les deux saisons suivantes avec l'équipe Bretagne Armor Lux.
À la fin de la saison 2010, il met un terme à sa carrière de coureur professionnel.

## Palmarès et résultats

### Palmarès amateur
- 2000
  - Prix de Gouy-sous-Bellonne
  - 3e du Grand Prix U
- 2001
  - Manche-Atlantique
  - Redon-Redon
  - Classement général de la Mi-août bretonne
  - Jard-Les Herbiers
  - 3e du Prix Xavier Louarn
- 2002
  - Grand Prix Gilbert-Bousquet
  - Route bretonne
  - Flèche de Locminé
  - 2e étape du Trophée Jean-Jacques Quéré
  - 2e et 3e étapes du Tour de la Creuse
  - Classement général de la Mi-août bretonne
  - Paris-Vierzon
  - 2e du Circuit de la Nive
  - 2e de l'Essor breton
  - 2e du Trophée Jean-Jacques Quéré
  - 2e de la Ronde mayennaise
  - 3e du Souvenir Louison-Bobet
  - 3e du Prix des blés d'or

### Palmarès professionnel
- 2005
  - 2e de la Classic Haribo
- 2006
  - 3e étape de la Tropicale Amissa Bongo
  - 3e de Cholet-Pays de Loire
- 2007
  - 5e étape de la Tropicale Amissa Bongo
  - 3e étape du Tour du Limousin
- 2008
  - Classement général de la Tropicale Amissa Bongo
- 2009
  - 3e du Tro Bro Leon
  - 3e des Boucles de la Mayenne
- 2010
  - 3e étape du Circuito Montañés
  - Grand Prix Cristal Energie

### Résultats sur les grands tours

#### Tour de France
3 participations
- 2003 : abandon (14e étape)
- 2007 : 97e
- 2008 : abandon sur chute (7e étape)

#### Tour d'Italie
3 participations
- 2005 : 98e
- 2007 : 75e
- 2008 : 85e